# Полет 858 на „Кориън Еър“
Полет 858 на „Кориън Еър“ е редовен международен пътнически полет от международното летище „Саддам“, Багдад, Ирак, до международното летище „Гимпо“, Сеул, Южна Корея, с планирани междинни кацания в Абу Даби (Обединени арабски емирства) и Банкок (Тайланд), управляван от „Кориън Еър“. На 29 ноември 1987 г. самолетът „Боинг 707-3B5C“, който изпълнява полета, е взривен от бомба, докато лети над Андаманско море на път за Банкок, поставена в пътническата кабина от двама севернокорейски агенти, което убива всички 115 души на борда. Атаката се случва 34 години след Корейското споразумение за примирие, което слага край на военните действия по време на Корейската война на 27 юли 1953 г.
Установени са двама атентатори мъж и жена, които са проследени до Бахрейн, но мъжът се самоубива с цианид. Жената е Ким Хюн Хий, тя е арестувана и получава смъртна присъда за нападението, но по-късно е помилвана от президента на Южна Корея, Ро Те У, тъй като е прието, че действията ѝ са резултат от оказаната върху нея пропаганда в Северна Корея. Нейните показания обаче уличават Ким Чен Ир (към този момент той все още не е лидер на Северна Корея) като лицето, което е отговорно за инцидента. Държавният департамент на САЩ нарича бомбардировката „терористичен акт“ и с изключение на периода между 2008 г. и 2017 г. включва Северна Корея в списъка си с държави, спонсори на тероризма.
След нападението дипломатическите отношения между Северна и Южна Корея не се подобряват значително, въпреки че постигат известен напредък под формата на няколко междукорейски срещи на върха. По-късно Ким Хюн Хий публикува книгата „Сълзите на душата ми“ и описва спомените си, докато е обучавана в школа за шпионаж, ръководена от севернокорейската армия, където заповедта за нападението е дадена лично от Ким Чен Ир. В Северна Корея Ким Хюн Хий е обявена за предадел, след което тя става критик на режима в страната. Остава да живее в изгнание в Южна Корея и е под постоянна охрана заради опастността да бъде убита от севернокорейското правителство.

### Подобни инциденти
- Полет 438 на „Мидъл Ийст Еърлайнс“
- Полет 182 на „Еър Индия“
- Атентат над Локърби
- Полет 434 на „Филипийн Еърлайнс“
- Полет 825 на „Чайна Еърлайнс“
- Полет 9268 на „Метроджет“

### Северна Корея
- Държавно устройство на Северна Корея